# Ectatosticta deltshevi
Espèce
Ectatosticta deltshevi est une espèce d'araignées aranéomorphes de la famille des Hypochilidae.

## Distribution
Cette espèce est endémique du Qinghai en Chine,. Elle se rencontre dans les xians de Huangyuan et de Huzhutu.

## Description
Le mâle décrit par Forster, Platnick et Gray en 1987 mesure 7,42 mm et la femelle 12,95 mm,.

## Étymologie
Cette espèce est nommée en l'honneur de Christo Deltshev.

## Publication originale
- Platnick & Jäger, 2009 : « A new species of the basal araneomorph spider genus Ectatosticta (Araneae, Hypochilidae) from China. » ZooKeys, no 16, p. 209-215 (texte intégral).